# Banco Central de Kuwait
El Banco Central de Kuwait (en árabe: بنك الكويت املركزي) es el banco central de Kuwait. El banco regula el mercado de valores de Kuwait junto con la Bolsa de Valores de Kuwait, el Ministerio de Comercio e Industria y el Ministerio de Finanzas .

## Descripción general
Fue establecido el 30 de junio de 1969. El banco lanzó la Unidad de Inteligencia Financiera en 2003. 
Salem Abdulaziz Al Sabah se desempeñó como gobernador del banco hasta febrero de 2012. El Dr. Mohammad Al Hashel sucedió a Sabah como gobernador en marzo de 2012 y Yousef Al Obaid como vicegobernador en mayo de 2012. 

## Funciones
Entre las principales funciones tenemos:
- Emisión del dinar kuwaití
- Mantener la estabilidad del dinar kuwaití y asegurar la libertad de cambio
- Guiar la política de crédito a fin de ayudar al progreso económico y aumentar el ingreso nacional
- Control del sistema bancario kuwaití
- Ejercer como Banco de Kuwait
- Proporcionar asesoramiento financiero al gobierno